# Kathryn Gustafson

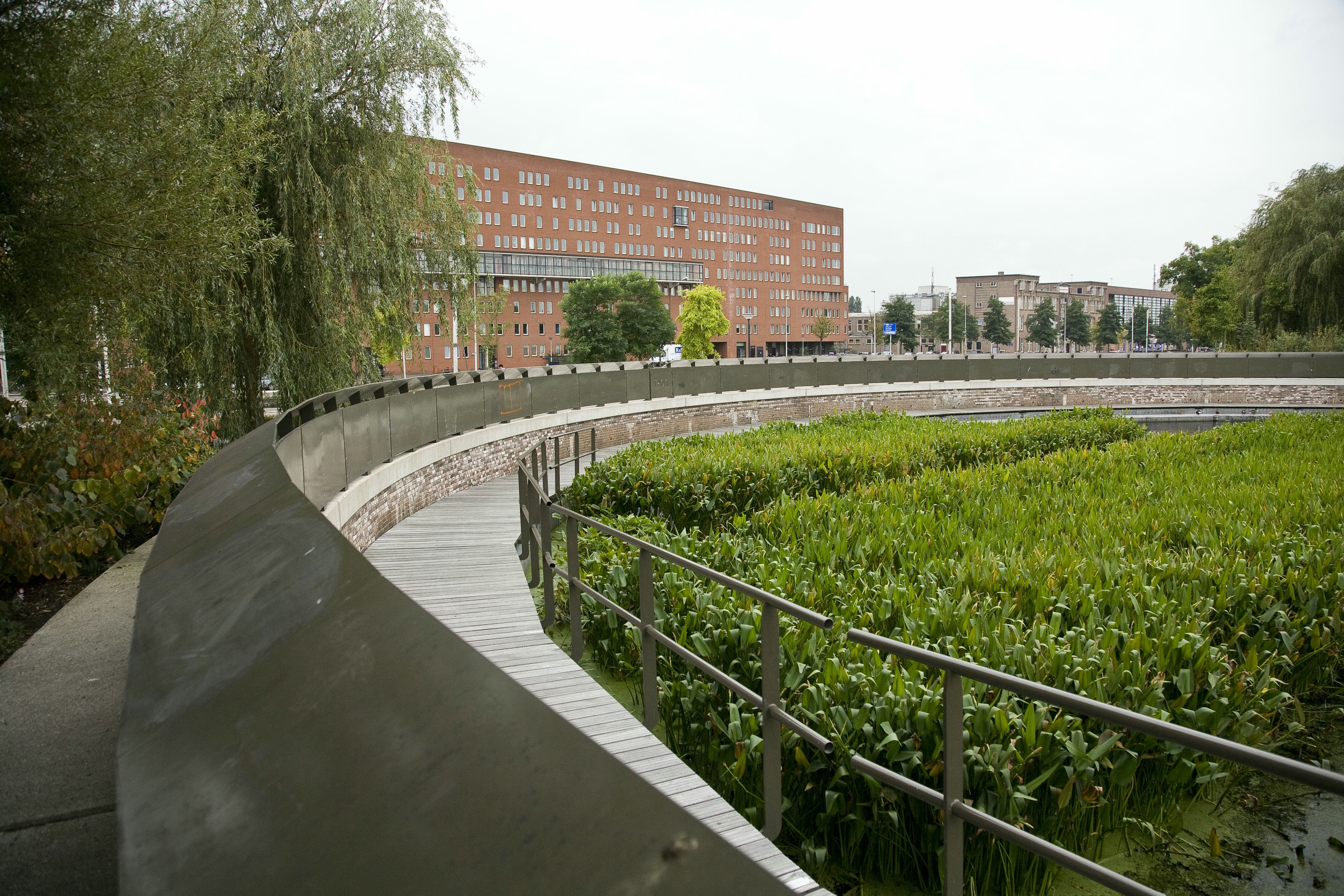
Gustafson-Porter y Francine Houben (Mecanoo); Edificio Posindustrial, Cultuurpark Westergasfabriek, Ámsterdam, 2004

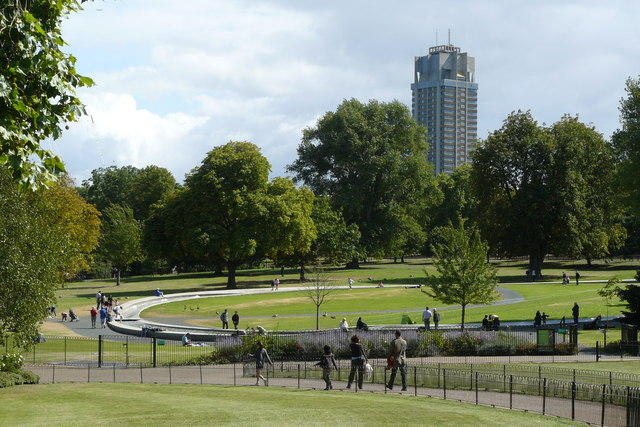
Memorial de Diana de Gales, Kensington

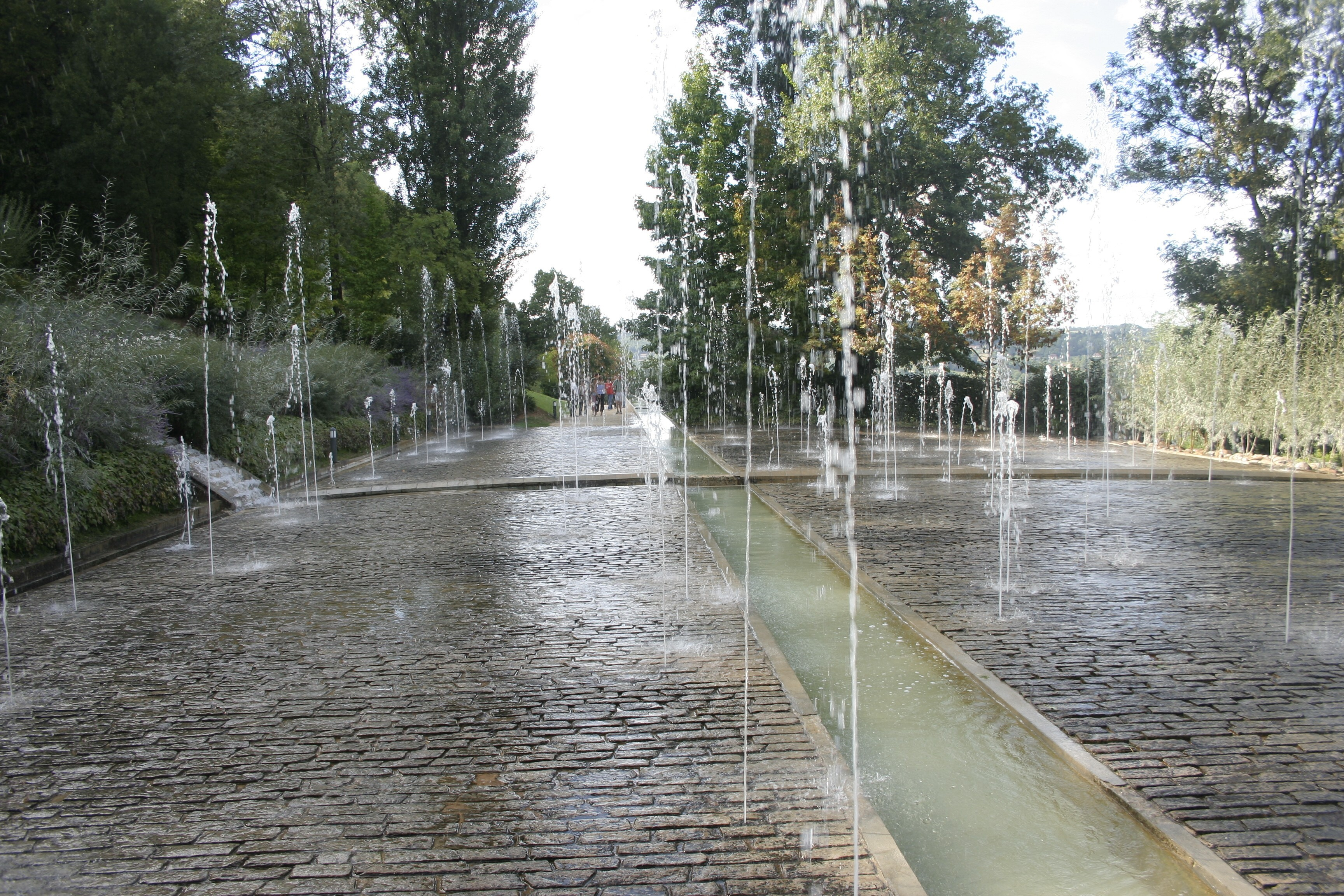
Jardín de la Imaginación

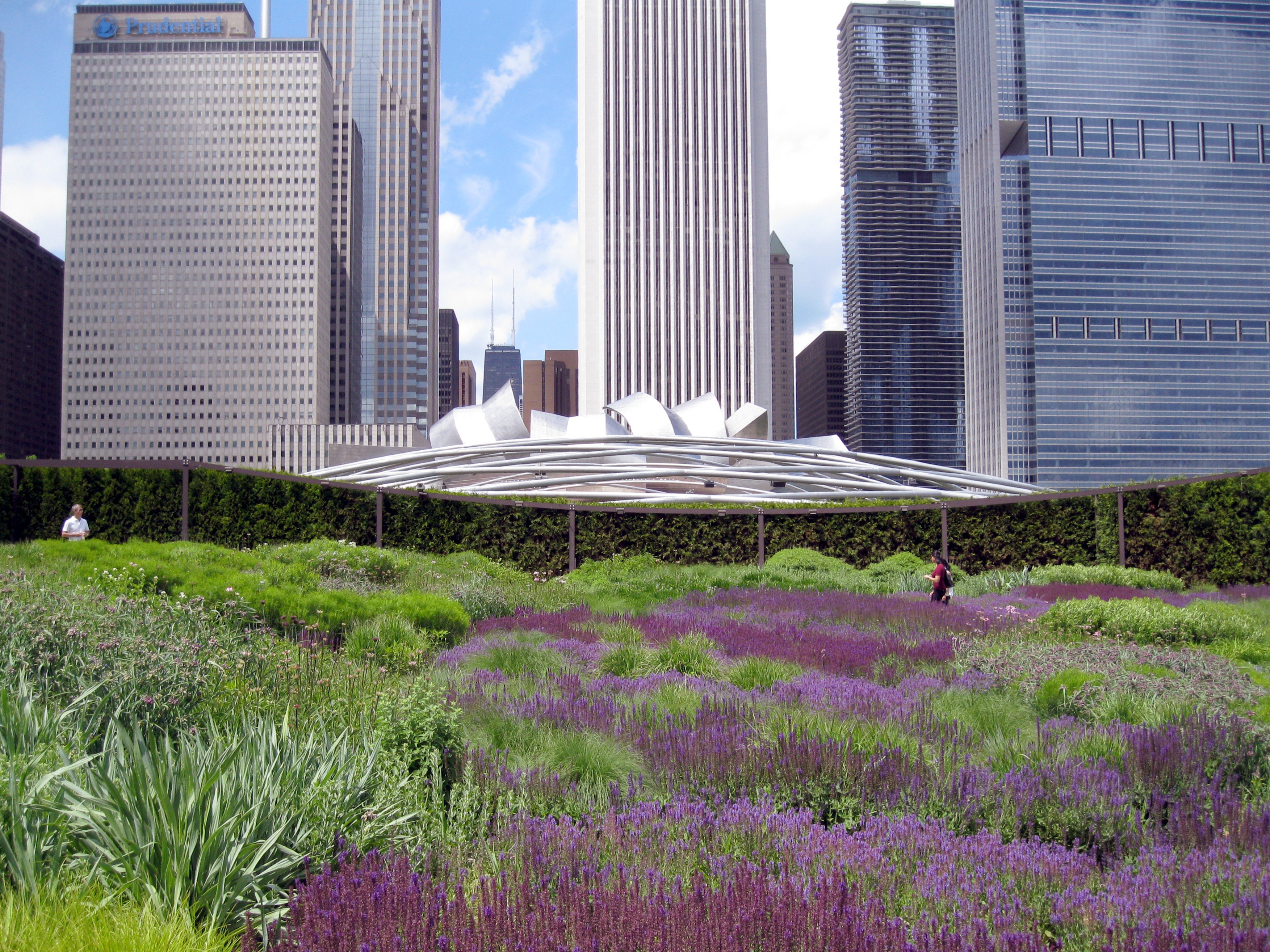
Lurie Garden

Kathryn Gustafson (Yakima, 1951) es una reconocida arquitecta paisajista norteamericana que trabaja a nivel internacional. Es socia fundadora de dos estudios, Gustafson-Guthrie-Nichol en Seattle y Gustafson-Porter con sede en Londres. Sus diseños multi-escalares que van desde planes maestros a instalaciones efímeras han sido premiados y nominados en numerosas ocasiones.

## Primeros años
Gustafson nació y creció en Yakima, en el Estado de Washington. Estudió Artes Aplicadas en la Universidad de Washington en Seattle por un corto tiempo y se trasladó a Nueva York donde se graduó de la Fashion Institute of Technology. Viajó a París con el objetivo de continuar en el mundo del diseño textil y de la moda pero se volcó hacia el diseño del paisaje. Estudió en la Ecole Nationale Supérieure du Paysage en Versalles, y se tituló en 1979.

## Trayectoria
Su trabajo se ha centrado principalmente en programas cívicos, institucionales y corporativos, incluyendo parques, jardines y espacios comunitarios. Apuesta por un nuevo enfoque sostenible que vincula la participación de los usuarios con las necesidades propias del medio ambiente y se configuran mediante un cuidadoso equilibrio en el uso de texturas, la composición de los materiales, pavimentos, vegetación y sistemas de agua. El urbanismo, la ingeniería civil, la arqueología, la historia geológica, el cambio climático y los mitos locales son todos elementos presentes en su obra.
En 1997 funda Gustafson-Porter junto al arquitecto británico Neil Porter, y en 1999 junto a Jennifer Guthrie y Shannon Nichol, el estudio Gustafson-Guthrie-Nichol (GGN), ambos se dedican a la arquitectura del paisaje. El primero, trabaja en proyectos a nivel internacional, además de Reino Unido, recibe encargos de Asia, Europa y Oriente Medio. Esta deslocalización les ha llevado al desarrollo de un riguroso proceso de investigación que les permite interactuar con el contexto cultural, social e histórico de cada paisaje.
GGN fue reconocido en 2011 con el Premio del Museo Nacional de Diseño Cooper-Hewitt del Smithsonian al Diseño de Arquitectura del Paisaje. Sus proyectos van desde el diseño de mobiliario urbano (como el Maggie bench) a los campus y planes maestros, como la Fundación Bill & Melinda Gates. Tienen especial interés por el diseño del paisaje para una apropiación masiva en contextos urbanos complejos (el uso de cubiertas o grandes infraestructuras urbanas), como es el caso de North End Parks en Boston sobre la autopista I-93 o el Millennium Park Lurie Garden en un edificio de estacionamiento de cinco pisos.
En ambos estudios su trabajo es profuso a la vez que específico de cada lugar. La Fuente Memorial a la Princesa Diana de Gales en Londres, el Bay East Garden en Singapur, el Parque Central de Valencia o el premiado Parque de la Cultura Westergasfabriek en Ámsterdam (un espacio desarrollado a través de una amplia consulta a la comunidad y realizado junto a la arquitecta Francine Houben de Mecanoo Architects) son solo algunos ejemplos.
Sus proyectos incorporan cualidades espaciales y calidades ambientales dirigidas al desarrollo de la experiencia humana y comunitaria del paisaje.

## Reconocimientos
Kathryn Gustafson es miembro honoraria del Royal Institute of British Architecture desde 1999 y ganó el Premio Jane Drew de Londres en 1998. Obtuvo el Chrysler Design Award (2001), la medalla al diseño de la Sociedad Americana de Arquitectos Paisajistas (ASLA, 2008), es medallista también de la Academia Francesa de Arquitectura y recibió el Arnold W. Brunner Memorial Prize for Architecture (2012) entre muchas otras distinciones en solitario y con sus respectivos equipos.
En 2015 obtuvo el 8th Obayashi Prize de Tokio, fue nombrada como Doctora Honoris Causa por la Universitat Politécnica de Valencia, España y la ASLA anunció su ascenso a miembro del Consejo de dicha asociación, uno de los más altos honores para los arquitectos y arquitectas paisajistas que reconoce las contribuciones a la profesión y a la sociedad en general.